# Primer Gobierno Díaz
El Primer Gobierno Díaz fue el gobierno de la Junta de Andalucía entre septiembre de 2013 y junio de 2015. Susana Díaz Pacheco fue investida presidenta de la Junta de Andalucía ya que el acuerdo de gobierno alcanzado por el PSOE-A e IULV-CA tras la celebración de las elecciones de 2012 siguió vigente.

## Historia
Tras la renuncia de José Antonio Griñán como Presidente de la Junta de Andalucía, Susana Díaz asume la presidencia el 6 de septiembre de 2013 al haber sido elegida Secretaria General del PSOE-A el anterior mes de julio.
El gobierno se compuso de 11 consejerías, 8 para el PSOE y 3 para IULV-CA. Los nuevos consejeros tomaron posesión del cargo el 9 de septiembre de 2012 y fueron nombrados de forma oficial al día siguiente con la publicación del correspondiente BOJA.
El 27 de enero de 2015 se llevó a cabo la convocatoria de elecciones al Parlamento de Andalucía de forma anticipada. Además, con ello, la Presidenta de la Junta de Andalucía alegando inestabilidad en el ejecutivo, cesó a los tres consejeros de Izquierda Unida ocupando sus carteras otros consejeros del PSOE-A.
Tras la celebración de elecciones se constituyó un nuevo gobierno el 17 de junio de 2015 dando por finalizado el Primer Gobierno Díaz.

## Composición
| ← Primer Gobierno de Susana Díaz → 10 de septiembre de 2013 - 18 de junio de 2015 |                                                                  |                                                                     |                                                                             |  |
|                                                                                   | Partido Socialista Obrero Español de Andalucía                   |                                                                     |                                                                             |  |
|                                                                                   | Izquierda Unida Los Verdes-Convocatoria por Andalucía            |                                                                     |                                                                             |  |
|                                                                                   | Independiente                                                    |                                                                     |                                                                             |  |
| Presidenta                                                                        | Presidenta                                                       |                                                                     | Susana Díaz Pacheco 6 de septiembre de 2013-13 de junio de 2015             |  |
| Vicepresidente Administración Local y Relaciones Institucionales                  | Vicepresidente Administración Local y Relaciones Institucionales |                                                                     | Diego Valderas Sosa 10 de septiembre de 2013-27 de enero de 2015            |  |
| Vicepresidente Administración Local y Relaciones Institucionales                  | Vicepresidente Administración Local y Relaciones Institucionales | Manuel Jiménez Barrios 27 de enero de 2015-18 de junio de 2015      |                                                                             |  |
| Presidencia                                                                       | Presidencia                                                      |                                                                     | Manuel Jiménez Barrios 10 de septiembre de 2013-18 de junio de 2015         |  |
| Hacienda y Administración Pública                                                 | Hacienda y Administración Pública                                |                                                                     | María Jesús Montero Cuadrado 10 de septiembre de 2013-18 de junio de 2015   |  |
| Economía, Innovación, Ciencia y Empleo                                            | Economía, Innovación, Ciencia y Empleo                           |                                                                     | José Sánchez Maldonado 10 de septiembre de 2013-18 de junio de 2015         |  |
| Igualdad, Salud y Políticas Sociales                                              | Igualdad, Salud y Políticas Sociales                             |                                                                     | María José Sánchez Rubio 10 de septiembre de 2013-18 de junio de 2015       |  |
| Educación, Cultura y Deporte                                                      | Educación, Cultura y Deporte                                     |                                                                     | Luciano Alonso Alonso 10 de septiembre de 2013-18 de junio de 2015          |  |
| Justicia e Interior                                                               | Justicia e Interior                                              |                                                                     | Emilio de Llera Suárez-Bárcena 10 de septiembre de 2013-18 de junio de 2015 |  |
| Fomento y Vivienda                                                                | Fomento y Vivienda                                               |                                                                     | Elena Cortés Jiménez 10 de septiembre de 2013-27 de enero de 2015           |  |
| Fomento y Vivienda                                                                | Fomento y Vivienda                                               | María Jesús Serrano Jiménez 27 de enero de 2015-18 de junio de 2015 |                                                                             |  |
| Agricultura, Pesca y Desarrollo Rural                                             | Agricultura, Pesca y Desarrollo Rural                            |                                                                     | Elena Víboras Jiménez 10 de septiembre de 2013-18 de junio de 2015          |  |
| Medio Ambiente y Ordenación del Territorio                                        | Medio Ambiente y Ordenación del Territorio                       |                                                                     | María Jesús Serrano Jiménez 10 de septiembre de 2013-18 de junio de 2015    |  |
| Turismo y Comercio                                                                | Turismo y Comercio                                               |                                                                     | Rafael Rodríguez Bermúdez 10 de septiembre de 2013-27 de enero de 2015      |  |
| Turismo y Comercio                                                                | Turismo y Comercio                                               | Luciano Alonso Alonso 27 de enero de 2015-18 de junio de 2015       |                                                                             |  |